# Marc Jackson
Pour les articles homonymes, voir Jackson.
Marc Anthony Jackson, né le 16 janvier 1975 à Philadelphie en Pennsylvanie, est un joueur américain de basket-ball. Il mesure 2,08 m pour 120 kg et évolue au poste de pivot.

## Carrière
À sa sortie de l'université Temple, il est sélectionné au deuxième tour (37e rang) de la draft 1997 par les Warriors de Golden State. Mais il ne joue jamais avec eux avant 2000. Il commence sa carrière professionnelle en Europe, à Tofas Bursa (1997-1998). Il joue ensuite à CB Cantabria (1998-1999), à l'Efes Pilsen Istanbul (1999), puis de nouveau à CB Cantabria (1999-2000). Il revient alors aux États-Unis, débutant en NBA pour la saison 2000-2001, où il est nommé dans la NBA All-Rookie First Team. Les Warriors transfèrent Jackson aux Timberwolves du Minnesota avant la date limite des transferts en février 2002, mais il n'y reste qu'une demi-saison.
En 2003, il signe avec les 76ers de Philadelphie. Il est transféré aux Nets du New Jersey durant l'intersaison 2005, lors d'un transfert avec Shareef Abdur-Rahim des Trail Blazers de Portland dont les Nets sont partie prenante. Avant la date limite des transferts de la saison 2005-2006, il est de nouveau transféré des Nets du New Jersey aux Hornets de La Nouvelle-Orléans. En 2007, il retourne en Europe, dans le championnat de Grèce et l'équipe de l'Olympiakos, mais il ne s'intègre pas dans le système du nouvel entraîneur Panagiotis Giannakis et est donc écarté de l'équipe. En août 2008, Jackson signe un contrat avec UNICS Kazan en Russie.